# Ateuchosaurus pellopleurus
Ateuchosaurus pellopleurus är en ödleart som beskrevs av  Hallowell 1861. Ateuchosaurus pellopleurus ingår i släktet Ateuchosaurus och familjen skinkar.

## Underarter
Arten delas in i följande underarter:
- A. p. browni
- A. p. pellopleurus